# Jegliniszki
Jegliniszki – wieś w Polsce położona w województwie podlaskim, w powiecie suwalskim, w gminie Wiżajny.
Wieś królewska starostwa niegrodowego wiżańskiego położona była w końcu XVIII wieku w powiecie grodzieńskim województwa trockiego. W latach 1975–1998 miejscowość administracyjnie należała do województwa suwalskiego.
Na północny wschód od wsi znajduje się Jezioro Jegliniszki.